# Terazijská terasa

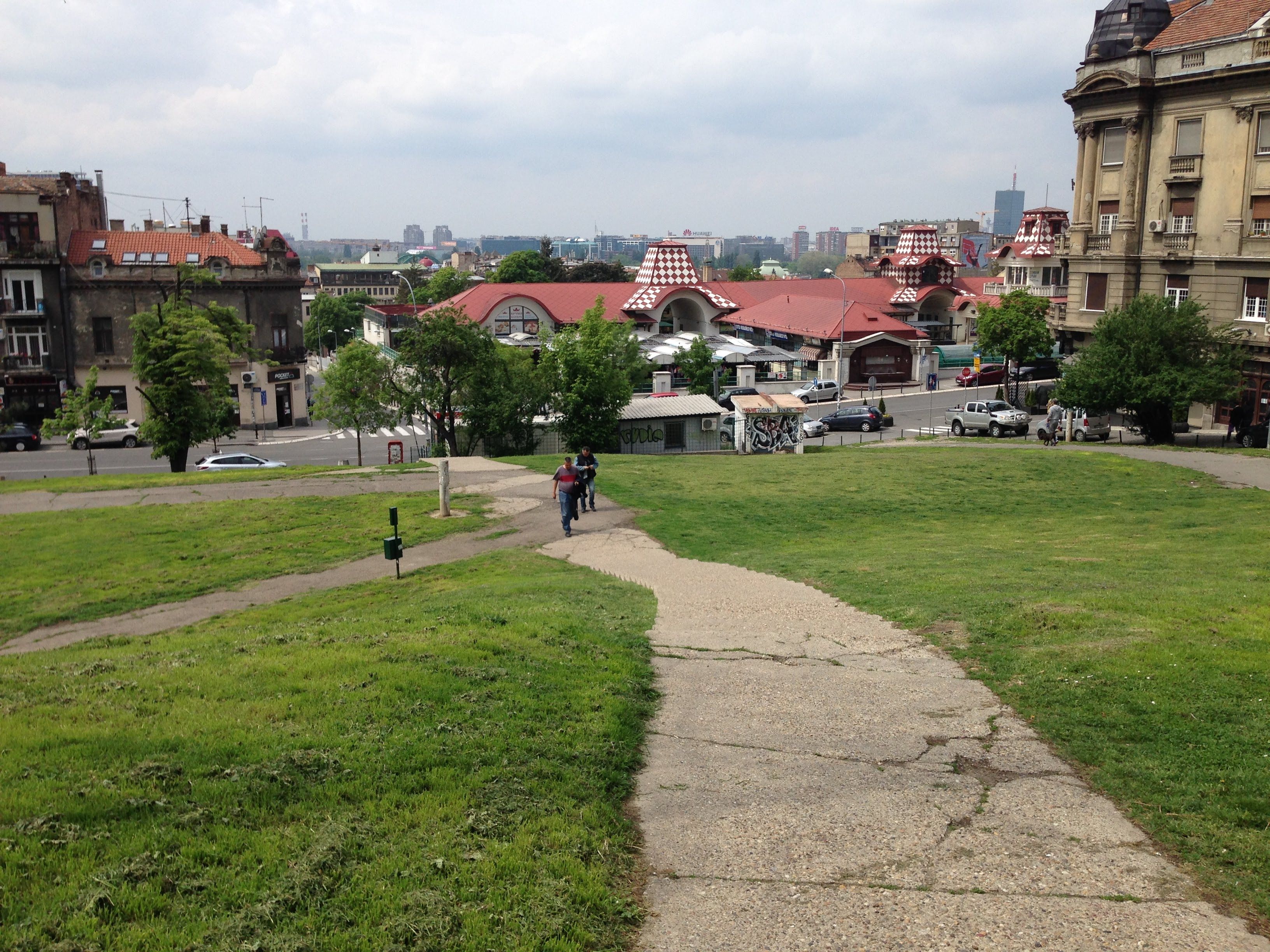
Trávník na místě terasy.

Terazijská terasa (srbsky v cyrilici Теразијска тераса/Теразијски плато, v latince Terazijska terasa/Terazijski plato) je veřejný prostor v centru srbské metropole Bělehradu. Zástavba na třídě Terazije je z této strany otevřená k svahu směrem k břehu řeky Sávy. Navazuje na proluku mezi Hotelem Moskva a Hotelem Balkan. Prostor patří (stejně jako např. chybějící křídlo bývalé Staroměstské radnice v Praze) k oblastem, které byly předmětem nesčetných architektonických soutěží a projektů na zastavění, nicméně nikdy nebyl žádný z nich uskutečněn.
Terasa poskytuje výhled na řeku Sávu a sídliště Nový Bělehrad.

## Historie
První návrh na zastavění tohoto prostoru předložil architekt Andre Stevanović v roce 1897. Měla zde být postavena vyhlídková plošina. Od roku 1921 se možnému osudu tohoto prostoru věnují téměř všechny urbanistické i jiné plány pro rozvoj centrální části města. V témže roce představili projekt úpravy terasy i vídeňští architekti Emil Hoppe a Otto Shönthal. Vzniknout měly rozsáhlé zahrady a kolonády. Jejich návrh vzešel z celojugoslávské, resp. mezinárodní soutěže, která měla dvě kola: zaměřila se jednak na samotnou terasu, jednak na třídu Terazije a její budoucí podobu.
Nakonec oddiskutované plány úprav zhatilo vypuknutí druhé světové války, na Balkáně v dubnu 1941. Ani po skončení konfliktu nebyl žádný z návrhů uskutečněn. Roku 1946 navrhl přestavbu terasy na moderní třídu s pěší zónou a funkcionalistickými paláci po stranách Nikola Dobrović; třída měla vést až k řece Sávě směrem k současnému parku Bristol.
V roce 1947 měla být terasa přebudována opět, a to v souvislosti s další rekonstrukcí ulice Terazije, kdy byly odstraněny původní fontány, zavedeny trolejbusy a byla vybudována několikaproudá třída. Nakonec byl prostor pouze zatravněn.